# Aleksandra Mikhailovna Kollontai
Aleksandra Mikhailovna Kollontai (nhũ danh: Domontovich; 31 tháng 3 [lịch cũ 19 tháng 3] năm 1872 – 9 tháng 3 năm 1952) là một nhà cách mạng, nhà đấu tranh vì nữ quyền, nhà chính trị và lý luận chính trị Marxist người Nga. Kollontai là thành viên nữ nổi bật nhất của Đảng Bolshevik. Sau Cách mạng Tháng Mười, bà được bầu làm Dân ủy viên phụ trách An sinh xã hội và trở thành người phụ nữ đầu tiên giữ chức bộ trưởng trong nội các của một chính phủ châu Âu. Bên cạnh đó, kể từ năm 1924, bà là người phụ nữ đầu tiên giữ chức vụ đại sứ đặc mệnh toàn quyền, tức đại diện ngoại giao cao cấp của một quốc gia.

## Tiểu sử

### Thời niên thiếu

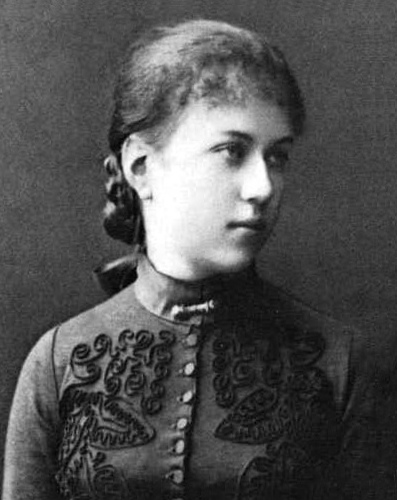

Aleksandra Mikhailovna Domontovich sinh ngày 31 tháng 3 năm 1872 tại Sankt-Peterburg, thủ đô Đế quốc Nga. Cha của bà, tướng Mikhail Alekseevich Domontovich - xuất thân từ một dòng họ Ukraina mà tổ tiên bắt nguồn từ thế kỷ thứ 13, - đã từng là sĩ quan kỵ binh tham gia cuộc Chiến tranh Nga-Thổ Nhĩ Kỳ (1877–1878) và làm cố vấn cho Chính quyền Nga ở Bulgaria sau khi chiến tranh kết thúc cho tới năm 1879. Ông theo quan điểm tự do chính trị, thiên về chế độ quân chủ lập hiến như Vương quốc Anh, và trong thập niên 1880 đã viết một nghiên cứu về chiến tranh giành độc lập của Bulgaria, mà đã bị các nhân viên kiểm duyệt của Đế quốc Nga tịch thu, dường như vì tỏ ra không đủ nhiệt tình với chủ nghĩa dân tộc Nga. Mẹ của Aleksandra, bà Aleksandra Androvna Masalina-Mravinskaia, - con gái của một nông dân Phần Lan người đã làm giàu nhờ bán gỗ - đã ly dị từ một cuộc hôn nhân đầu tiên do cha mẹ xếp đặt không hạnh phúc, để kết hôn với Domontovich, người mà bà yêu. Câu chuyện về cuộc đấu tranh lâu dài và khó khăn của cha mẹ với các chuẩn mực xã hội để đến được với nhau, đã tô vẽ và truyền cho Aleksandra Kollontai các quan điểm riêng về các quan hệ giới tính, và hôn nhân.
Aleksandra Mikhailovna - hoặc "Shura" như cô được gọi - đã lớn lên, được gần gũi với cha cô, người mà cô có chung một khiếu phân tích và sự quan tâm về lịch sử và chính trị. Quan hệ của cô với mẹ khá phức tạp. Sau này cô đã viết:

""Mẹ tôi và chị vú nuôi người Anh nuôi dạy tôi khá nghiêm khắc. Mọi thứ phải có trật tự: phải tự dọn dẹp đồ chơi sau khi chơi xong, phải đặt quần áo lót trên một ghế nhỏ vào ban đêm, phải rửa ráy sạch sẽ, phải học bài đúng giờ, phải tôn trọng các người phục vụ trong nhà. Mẹ tôi đòi phải như vậy".
Aleksandra lớn lên là một sinh viên giỏi, có cùng sở thích về lịch sử như cha, và thành thạo nhiều ngôn ngữ. Bà nói tiếng Pháp với mẹ và các chị em, tiếng Anh với chị vú nuôi, tiếng Phần Lan với các nông dân ở nông trại của gia đình thừa kế từ ông ngoại ở Kuusa (thuộc Muolaa, Đại Công quốc Phần Lan), và là sinh viên môn tiếng Đức. Aleksandra đã tìm cách để tiếp tục học tại một trường đại học, nhưng mẹ cô đã từ chối, cho rằng phụ nữ không có nhu cầu thực sự phải học cao hơn, và rằng các người trẻ dễ bị ảnh hưởng khi gặp phải quá nhiều ý tưởng cấp tiến nguy hiểm tại các trường đại học trong bất cứ trường hợp nào. Thay vào đó, Aleksandra được phép dự một kỳ thi làm giáo viên, trước khi bước vào giao thiệp xã hội để tìm một người chồng theo tục lệ thời đó.
Năm 1890 hoặc 1891, lúc đó khoảng 19 tuổi, Aleksandra gặp người chồng tương lai Vladimir Ludvigovich Kollontai, một sinh viên kỹ thuật có của cải vừa phải, theo học tại một học viện quân sự. Bà mẹ của cô phản đối gay gắt vụ hôn nhân có thể xảy ra này vì người yêu của cô quá nghèo, nhưng cô đáp rằng mình sẽ làm giáo viên để vợ chồng bà đủ sống. Mẹ cô đã chế giễu chua cay:

"Con làm việc ư ! Con, người không thể dọn dẹp giường của mình cho gọn gàng ngăn nắp ! Con, người chưa hề đụng tới cây kim ! Con, người đi quanh quẩn khắp nhà như một nàng công chúa và chưa hề giúp đỡ các người phục vụ một tay ! Con, cũng giống như cha con, chỉ đi quanh quẩn mơ mộng rồi để sách của mình trên mọi bàn ghế trong nhà !"
Cha mẹ bà đã ngăn cấm mối quan hệ này và đưa Aleksandra sang Tây Âu một chuyến với hy vọng là bà sẽ quên Vladimir, tuy nhiên cặp này vẫn khắng khít với nhau bất chấp mọi sự và năm 1893 họ kết hôn với nhau. Aleksandra mang thai ngay sau khi kết hôn và sinh một con trai - Mikhail - năm 1894. Bà dùng thời gian rảnh rỗi đọc văn học xu hướng dân túy cấp tiến và văn học chính trị Mác-xít cùng viết tiểu thuyết.

### Hoạt động cách mạng
Trong khi ban đầu Kollontaj nghiêng về các ý tưởng dân túy của việc tái cơ cấu xã hội dựa trên peasant commune (cộng đồng nông dân), thì những người bênh vực hiệu quả các lý thuyết như vậy ở thập kỷ cuối cùng của thế kỷ 19 thật hiếm. Chủ nghĩa Marxism, với sự nhấn mạnh vào việc giác ngộ của các công nhân nhà máy, việc nắm quyền bằng cách mạng, và việc xây dựng xã hội công nghiệp hiện đại, đã chinh phục Kollontai cũng như rất nhiều nhà trí thức cấp tiến của Nga như bà. Các hoạt động đầu tiên của Kollontai là e dè và ít ỏi, mỗi tuần giúp chị (em) mình là Zhenia vài giờ ở một thư viện hỗ trợ các lớp học xóa mù chữ cơ bản cho công nhân đô thị vào ngày chủ nhật, lén đưa một vài ý tưởng xã hội chủ nghĩa vào bên cạnh bài học. Qua thư viện này Kollontai đã gặp Elena Stasova, một nhà hoạt động trong phong trào Mác-xít vừa chớm nở ở Sankt-Peterburg. Stasova bắt đầu sử dụng Kollontai như người chuyển thư, mang giao những bưu kiện chứa các tác phẩm bất hợp pháp cho các cá nhân không biết rõ, và được chuyển giao sau khi nói đúng mật khẩu.
Các năm sau, bà viết về cuộc hôn nhân của mình như sau: "Chúng tôi chia tay nhau mặc dù chúng tôi yêu nhau, bởi vì tôi cảm thấy bị mắc kẹt. Tôi đã lìa Vladimir, vì các cuộc rối loạn cách mạng bắt nguồn từ Nga". Năm 1898, bà để bé Mikhail ở lại với cha mẹ để sang Zürich, Thụy Sĩ học kinh tế học với giáo sư Heinrich Herkner. Sau đó, bà đã sang thăm nước Anh, nơi bà gặp gỡ các đảng viên của Đảng Lao động Anh. Bà trở về Nga năm 1899, thời gian đó bà đã gặp Vladimir Ilych Ulyanov, tức Vladimir Ilyich Lenin.
Aleksandra Mikhailovna bắt đầu chú ý tới các ý tưởng Mác-xít khi bà học lịch sử các phong trào lao động ở Zürich, dưới sự hướng dẫn của giáo sư Herkner, sau này được bà mô tả là một nhà mác-xít theo chủ nghĩa xét lại.
Năm 1899, ở tuổi 27, bà gia nhập Đảng Lao động Dân chủ Xã hội Nga (Russian Social Democratic Labor Party). Bà đã chứng kiến cuộc nổi dậy của quần chúng năm 1905 được gọi là Chủ nhật đẫm máu trước Cung điện Mùa đông ở Sankt-Peterburg.
Năm 1908, bà sang sống lưu vong ở Đức sau khi xuất bản quyển "Finland and Socialism" (Phần Lan và chủ nghĩa xã hội), kêu gọi nhân dân Phần Lan nổi dậy chống sự áp bức của Đế quốc Nga. Bà đã viếng thăm Anh, Pháp, Đức, và quen với Rosa Luxemburg cùng Karl Liebknecht.

### Sự nghiệp chính trị

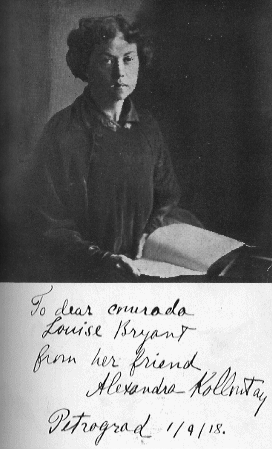
Tặng đồng chí Louise Bryant thân mến từ người bạn Aleksandra Kollontay, Petrograd, 1.9.1918.

Vào thời kỳ Đảng Lao động Dân chủ Xã hội Nga chia rẽ thành phe Menshevik dưới sự lãnh đạo của Julius Martov và Bolshevik dưới sự lãnh đạo của Vladimir Lenin năm 1903, Kollontai không theo phe nào. Tuy nhiên bà không ưa các khía cạnh của phe Bolshevism và cuối cùng đã theo phe Menshevik.
Năm 1914, Kollontai gia nhập phe Bolshevik và trở lại Nga, sau thời gian sống lưu vong ở Thụy Điển, Na Uy và Hoa Kỳ, để bắt đầu hoạt động chính trị. Tháng 9 năm 1915 bà tham dự Hội nghị Zimmerwald tại Thụy Sĩ.
Hội nghị này do những người chống đối đường lối của Vladimir Lenin và yêu thích Leon Trotsky triệu tập, như Christian Rakovsky một người Roumania sinh tại Bulgaria.
Hội nghị Zimmerwald lần thứ ba diễn ra ở Stockholm khoảng cuối tháng 8 năm 1917, tại đây bà đã gặp Karl Radek, một người Do Thái thuộc Đế quốc Áo-Hung ở Lemberg (nay là Lviv, Ukraina).
Sau cuộc Cách mạng Bolshevik trong tháng 10 năm 1917, Kollontai trở thành Ủy viên Nhân dân phụ trách Phúc lợi xã hội. Bà là người phụ nữ nổi bật nhất trong chính quyền Xô Viết và nổi tiếng nhất về việc thành lập Zhenotdel (hoặc "Nha Phụ nữ") vào năm 1919. Tổ chức này làm việc để cải thiện các điều kiện của cuộc sống của phụ nữ trong Liên bang Xô Viết, chống nạn mù chữ, giáo dục và tuyên truyền cho phụ nữ về các luật hôn nhân mới, luật giáo dục và làm việc được cuộc Cách mạng đưa ra. Là một chiến sĩ quan trọng nhất trong đấu tranh cho quyền bình đẳng của phụ nữ giống như các người Mác-xít khác cùng thời, bà phản đối ý thức hệ tư sản của chủ nghĩa nữ quyền tự do. "Zhenotdel" cuối cùng đã chấm dứt hoạt động trong năm 1930 khi mục tiêu của ủy ban này đã thực hiện xong.
Trong chính phủ, Kollontai ngày càng trở thành một người phê bình nội bộ của Đảng Cộng sản và cùng với người bạn Alexander Shlyapnikov, đã lập ra một phe cánh tả trong đảng được gọi là Workers' Opposition (Phe đối lập của Công nhân). Tuy nhiên, trong thời kỳ rối ren của Nội chiến Nga, Lenin đã giải tán "Phe đối lập của Công nhân" để chính phủ tập trung vào các nguy cơ trước mắt.
Kollontai được Đảng bổ nhiệm giữ nhiều chức vụ ngoại giao từ đầu thập niên 1920, bà không thể tiếp tục đóng vai trò lãnh đạo quan trọng trong chính sách phụ nữ ở Liên Xô, nhưng lại là cầu nối để giới thiệu những tiến bộ trong chính sách phụ nữ của Liên Xô ra thế giới. Năm 1923, bà được bổ nhiệm làm đại sứ Liên Xô tại Na Uy, trở thành một nữ đại sứ đầu tiên trên thế giới. Sau đó bà làm đại sứ ở México (1926-1927) rồi ở Thụy Điển (1930-1945). Trong Chiến tranh thế giới thứ hai, có vài cuộc thảo luận của Đức quốc xã cho rằng đại sứ quán của bà ở Stockholm có khả năng là một kênh của các cuộc đàm phán Đức-Xô Viết, tuy nhiên không hề có việc đó. Bà cũng là thành viên trong phái đoàn Liên Xô ở Hội Quốc Liên.

### Từ trần
Tháng 3 năm 1945 Aleksandra Kollontai từ chức, về sống ở Moskva. Bà qua đời ngày 9.3.1952, còn chưa đầy 1 tháng thì tới sinh nhật lần thứ 80. Bà được mai táng ở Nghĩa trang Novodevichy ở Moskva.

### Di sản
- Kollontai là đề tài của cuốn phim truyền hình năm 1994: "A Wave of Passion: The Life of Alexandra Kollontai" với giọng của Glenda Jackson thay cho Kollontai.
- Phim Ninotchka (1939) do Greta Garbo diễn xuất mô tả một nhà ngoại giao nữ Liên Xô trong thập niên 1930 với quan điểm về tình dục trái với thói thường, lấy hứng từ Kollontai.
- Sự trỗi dậy của chủ trương cấp tiến trong thập niên 1960 và sự phát triển của phong trào nữ quyền trong thập niên 1970 đã thúc đẩy một mối quan tâm mới về cuộc đời và tác phẩm của Alexandra Kollontai ở Anh và Mỹ. Một loạt các sách và sách nhỏ của Kollontai hoặc viết về Kollontai đã được xuất bản, trong đó có cả các quyển tiểu sử đầy đủ của nhà sử học Cathy Porter và Barbara Evans Clements.

## Giải thưởng
- Huân chương Lenin (1933)[20]
- Huân chương Lao động Cờ đỏ (1945)[20]
- Huân chương thánh Olav của Hoàng gia Na Uy (giải thưởng cao nhất của Na Uy thời đó)[21]
- Huân chương Đại bàng Aztec (1944 của Mexico)[20][22][23]

## Tác phẩm
- "The Attitude of the Russian Socialists", The New Review, March 1916, pp. 60–61.
- Red Love. [novel] New York: Seven Arts, 1927.
- Free Love. London: J.M. Dent and Sons, 1932.
- Communism and the Family. Sydney: D. B. Young, n.d. [1970].
- The Autobiography of a Sexually Emancipated Communist Woman. n.c. [New York]: Herder and Herder, n.d. [1971].
- Sexual Relations and the Class Struggle: Love and the New Morality. Bristol: Falling Wall Press, 1972.
- Women Workers Struggle for their Rights. Bristol: Falling Wall Press, 1973.
- The Workers' Opposition. San Pedro, CA: League for Economic Democracy, 1973.
- International Women's Day. Highland Park, MI: International Socialist Publishing Co., 1974.
- Selected Writings of Alexandra Kollontai. Alix Holt, trans. New York: W.W. Norton & Co., 1977.
- A Great Love. [novel] Cathy Porter, trans. London: Virago, 1981. Also: New York: W.W. Norton & Co., 1982.
- Selected Articles and Speeches. New York: International Publishers, 1984.
- Love of Worker Bees. [novel] London: Virago, 1988.
- The Essential Alexandra Kollontai. Chicago: Haymarket Books, 2008.
- The Workers Opposition in the Russian Communist Party: The Fight for Workers Democracy in the Soviet Union. St. Petersburg, FL: Red and Black Publishers, 2009.

Một thư mục toàn diện các tài liệu bằng tiếng Nga của Kollontai có ở trong Clements, Bolshevik Feminist, pp. 317–331.4.